# Europäische Agentur für das Betriebsmanagement von IT-Großsystemen im Raum der Freiheit, der Sicherheit und des Rechts
Die Europäische Agentur für das Betriebsmanagement von IT-Großsystemen im Raum der Freiheit, der Sicherheit und des Rechts kurz auch Europäische Agentur für IT-Großsysteme
oder eu-LISA ist eine Agentur der Europäischen Union und wurde eingerichtet, um umfangreiche Informationssysteme im Raum der Freiheit, der Sicherheit und des Rechts zu betreiben.

## Geschichte
Nach jahrelangen Bestrebungen stimmte die EU im September 2011 für die Gründung einer zentralen „Agentur für große IT-Systeme“ (engl. Agency for large-scale IT systems). Die Agentur bekam ihren Sitz in Tallinn, der Hauptstadt Estlands und nahm ihren Betrieb am 1. Dezember 2012 auf. Die Agentur startete mit der Verwaltung des Visa-Informationssystems (VIS) und der Fingerabdruck-Datenbank EURODAC. Das Schengener Informationssystem (SIS) ging im April 2013 nach Umstellung auf SIS II auf die eu-LISA über.
Im Juli 2014 berichtete heise online über neue Vorschläge der EU-Kommission. Diese sehen die Datenverwaltung „des geplanten Ein-/Ausreisesystems (EES) und des Registrierungsprogramms (RTP)“ durch EU-LISA vor. In Planung befindet sich auch das Erfassen von Flugpassagierdaten in einer zentralen EU-Datenbank. Die Mitgliedsstaaten sind allerdings gegen eine Verwaltung von Flugpassagierdaten durch EU-LISA. Im Zuge der NSA-Affäre ging die Betreuung des TESTA-Netzwerks von Orange Business Services und Hewlett-Packard auf T-Systems über. Über das Netzwerk tauschen die Schengen-Mitgliedsstaaten die Daten von SIS II, VIS und EURODAC untereinander aus.

## Aufgabe
Die Agentur unterstützt die Umsetzung der EU-Politik in den Bereichen
- Asyl
- Migration
- Einwanderung
- Grenzschutz.

Die Agentur wurde gemäß Verordnung (EU) 1077/2011 eingerichtet und nahm ihre Tätigkeit im Dezember 2012 auf.
Eu-LISA hilft den EU-Ländern vor allem bei ihren Bemühungen, Europa durch den Einsatz von Technologie sicherer zu machen.
Grundlage für die Tätigkeit der Agentur ist die Achtung der bürgerlichen Grundrechte sowie die Einhaltung strengster Sicherheits- und Datenschutzstandards.
Hauptaufgabe von eu-LISA ist das Betriebsmanagement folgender Systeme:
- Schengener Informationssystem der zweiten Generation (SIS II)[10]
- Visa-Informationssystem (VIS)[11]
- EURODAC[12]
- künftig: das Einreise-/Ausreisesystem (EES, Entry/Exit System) für Ein- und Ausreisen von Nicht-EU-Bürgern
- künftig: das Europäische Reiseinformations- und ‑genehmigungssystem (ETIAS) für visafrei Einreisende (wie ESTA in den USA)
- künftig: das Europäisches Strafregisterinformationssystem (ECRIS, European Criminal Records Information System)

## Interoperabilität
Im November 2018 erteilte der Europäische Rat EU-Lisa das Mandat zur Umsetzung der Interoperabilität.
Wie mit einem „Google für Sicherheitsbehörden“ fragen befugte Beamte über ein einziges Portal zugleich jede in Straßburg betriebene Datenbank ab.
Bislang galten für jede Datenbank eigene Regeln. Die Polizei erhielt Daten über Asylbewerber nicht unkontrolliert. Die neue Suchfunktion liefert dagegen Treffer aus allen Systemen.
Diese Suche ist an sich zur Aufklärung schwerer Verbrechen vorgesehen.
Raphael Bossong (Stiftung Wissenschaft und Politik) wandte ein: Unklar bleibe, „ob die Verhältnismäßigkeit stimmt und wie der rechtlich schwammige Begriff von ‚schweren Verbrechen’ dann konkret ausgelegt wird“.
Bezüglich der Interoperabilität warnte der deutsche Bundestagsabgeordnete Andrej Hunko: „Aus bürger- und datenschutzrechtlicher Perspektive ist das Vorhaben brachial. Fingerabdrücke und Gesichtsbilder würden mit Personendaten in einer einzigen Datei gespeichert, diese wären dann durchsuchbar. Mich besorgt die Macht, die EU-Lisa als Hüterin des neuen zentralen ‚Datentopfes‘ erhält.“
Im Weiteren wird ab 2024 das Einreise-/Ausreisesystem angeschlossen werden, was bedeutet, dass die Behörden die Möglichkeit erhalten auch Datensätze von Menschen zu durchsuchen, die aus Drittstaaten in die EU einreisen. Das würde eine Erweiterung der Datensätze zu Fingerabdrücken und Gesichtsbildern von 400 Millionen Menschen bedeuten. Der Aufbau und die Erweiterung der Datenbanken wird ca. 1 Milliarde Euro kosten, davon entfallen 300 Millionen auf die Erkennung von biometrischen Gesichtsbildern.

### Mehrsprachigkeit
Die eu-LISA veröffentlicht auf ihrer Website folgende Unterlagen gemäß ihrer Gründungsverordnung (EU Nr. 1077/2011) in allen Amtssprachen der Organe und Einrichtungen der Europäischen Union:
- Jahresarbeitsprogramme,
- Jahrestätigkeitsberichte,
- Jahreshaushaltspläne,
- Listen der zuständigen Behörden, die berechtigt sind, die im Schengener Informationssystem der zweiten Generation (SIS II) gespeicherten Daten unmittelbar abzufragen,
- Listen der Stellen der nationalen Systeme des SIS II (N.SIS II) und der SIRENE-Büros,
- Liste der benannten Behörden, die Zugriff auf die im Zentralsystem von Eurodac (zu Asyl) gespeicherten Daten haben,
- die offiziellen Antworten der eu-LISA auf die Bemerkungen des Europäischen Rechnungshofs zu den Jahresabschlüssen der Agentur.

Diverses öffentliches Informationsmaterial wie Faltblätter, Broschüren oder Informationsblätter (Factsheets) wird auf Englisch, Französisch, Deutsch und (in Anbetracht des Standorts der Agentur) Estnisch veröffentlicht. Die eu-LISA-Webinhalte stehen jedoch ressourcenbedingt größtenteils nur auf Englisch zur Verfügung.

## Sitz
Hauptsitz von eu-LISA ist Tallinn (Estland). Das Betriebsmanagement der genannten Systeme erfolgt jedoch in Straßburg (Frankreich) mit einem Back-up-System in Sankt Johann im Pongau (Österreich).